# Arthur Pernollet
Arthur Pernolet, né le 14 mars 1845 à Poullaouen (Finistère) et mort le 15 janvier 1915 à Paris, est un homme politique français.

## Biographie
Arthur Pernolet est le fils de Charles Pernolet et de Caroline Goupil. Il épouse la sœur de Maurice Paléologue.
Ingénieur diplômé de l'École nationale supérieure des mines de Paris, il s'occupe de questions économiques et industrielles. Il est proche d'Henri Brisson, qui l'incite à se lancer en politique dans le Cher. 
Conseiller général du canton de Graçay, vice-président du Conseil général du Cher, il est député du Cher de 1885 à 1889, siégeant à l'Union des gauches. En 1889, Henri Brisson ayant quitté le Cher, Pernolet ne se représente pas, et devient administrateur délégué de la Compagnie parisienne d'éclairage et de chauffage par le gaz, ainsi que d'autres sociétés industrielles.
Arthur Pernolet, resté veuf et sans enfant, charge ses légataires universels dans son testament, en 1915, de remettre au Louvre une somme de 100 000 francs, et cela "en reconnaissance du bien que m'ont fait les choses d'art". Avec ce don le musée du Louvre achètera un tableau de Louis Le Nain : Famille de paysans dans un intérieur.